# 调和油
调和油又称高合油，它是将两种以上经精炼的油脂（香味油除外）按比例调配制成的食用油。调和油色澄清、透明。保质期通常1年。关于调和油的国家标准一直有媒体称将近出台，但最终结果尚不清楚。